# Synodus evermanni
Synodus evermanni är en fiskart som beskrevs av Jordan och Bollman, 1890. Synodus evermanni ingår i släktet Synodus och familjen Synodontidae. IUCN kategoriserar arten globalt som livskraftig. Inga underarter finns listade i Catalogue of Life.